# Молотківці
Моло́тківці — село в Україні, у Махнівській громаді Хмільницького району Вінницької області. Населення становить 273 осіб.
Найближчі міста: Бердичів (20,4 км), Калинівка (25,5 км), Козятин (34,4 км), Вінниця (47,3 км).
Найближчі аеропорти: Міжнародний аеропорт Вінниця (46,8 км) і Аеропорт Київ-Жуляни (223,6 км).

## Історія
В польському географічному словнику за 1885 рік (том VI) згадується Mołotkowce — Молотківці, село Київської губернії, Бердичівського повіту, Вуйнівської волості, надалі Махнівської волості розташоване біля струмка Волчинець, в 5-ти верстах від села Вовчинця. Кількість жителів обох статей: православних — 744, римських католиків — 10, євреїв — 7; землі — 1738 десятин. До 1856 року село належало Антону Корнилевскому, а на рік друку словника (1885) — Собіщанскому.
Церква Свято-Миколаївська церква, кам'яна, з дерев'яним куполом та з такою ж дзвіницею, побудована в 1799 році колишнім поміщиком Фаддеєм Бунзинським. По штатам церква перебувала в 6-му класі; землі мала 35 десятин. [Архівовано 26 квітня 2017 у Wayback Machine.]
В польському географічному словнику за 1902 рік (том XVI) згадуються 2 млини, церква і школа при церкві.
Під час організованого радянською владою Голодомору 1932—1933 років померло щонайменше 205 жителів села.

#### Метричні книги Свято-Миколаївської церкви, с. Молотківці, Київської єпархії, Київської губернії, Бердичівського повіту, Махнівської волості,
Народження:
1889: ф. 904, оп. 2, спр. 85;
1890—1892, 1894—1904: ф. 904, оп. 2, спр. 159; 1906—1921: ф. 904, оп. 2, спр. 248;
1918: ф. 904, оп. 2, спр. 404.
Шлюб:
1889: ф. 904, оп. 2, спр. 85;
1890—1892, 1894—1904: ф. 904, оп. 2, спр. 159; 1906—1921: ф. 904, оп. 2, спр. 248;
1918: ф. 904, оп. 2, спр. 404.
Смерть:
1889: ф. 904, оп. 2, спр. 85;
1890—1892, 1894—1904: ф. 904, оп. 2, спр. 159;
1906—1921: ф. 904, оп. 2, спр. 248;
1918: ф. 904, оп. 2, спр. 404.

#### Пам'ятник 38 воїнам— односельчанам, загиблим на фронтах Великої Вітчизняної війни в 1941—1945рр.
Пам'ятник 38 воїнам — односельчанам, загиблим на фронтах Великої Вітчизняної війни в 1941-45 рр., побудований авторами Житомирського художнього фонд у 1972 р. в центрі села Молотківці, Безіменська с/р. Матеріал з/бетон, пост.бетон, основні розміри ск. 3,5 м, п.1,1х4х2,5 м, рішенням № 2919.06. 1977 р. взятий під охорону.
12 червня 2020 року, відповідно до Розпорядження Кабінету Міністрів України № 707-р, «Про визначення адміністративних центрів та затвердження територій територіальних громад Вінницької області», увійшло до складу Махнівської сільської.
19 липня 2020 року, в результаті адміністративно-територіальної реформи і ліквідації Козятинського району, село увійшло до складу новоутвореного Хмільницького району.